# Cayenne
För andra betydelser, se Cayenne (olika betydelser).
Cayenne (franskt uttal: [kajɛn]
 ( lyssna)) är huvudstad och en kommun i den franska regionen och departementet Franska Guyana i norra Sydamerika. Staden ligger på en före detta ö vid Cayenneflodens mynning vid atlantkusten. År 2022 hade Cayenne 63 956 invånare.
Det officiella storstadsområdet (unité urbaine) hade år 2021 125 552 invånare, på en yta av 206,9 km², och omfattar Cayenne samt grannkommunerna Matoury och Remire-Montjoly.
Cayennepeppar är uppkallad efter staden. Porsches första SUV, Porsche 955 Cayenne, är uppkallad efter staden.

## Historia
Spanska upptäcktsresande ignorerade regionen eftersom de ansåg den vara för varm och fattig, detta gjorde att regionen koloniserades först 1604 när en fransk bosättning grundades. Den förstördes snart av portugiserna, som hade beslutat sig för att följa Tordesillasfördraget. Franska kolonisatörer återvände 1643 och grundade då Cayenne, men tvingades att lämna staden efter attacker utförda av ursprungsbefolkningen. 1644 lyckades fransmännen etablera en permanent bosättning vid Cayenne. Under det följande decenniet var kolonin fransk, nederländsk och engelsk innan den åter blev fransk och användes som straffkoloni från 1854 till 1938.
Stadens invånarantal har ökat dramatiskt på senare tid, främst på grund av hög immigration från Västindien och Brasilien, men även på grund av höga födelsetal.

## Befolkningsutveckling
| Befolkningsutvecklingen i Cayenne 1990–2021 | Befolkningsutvecklingen i Cayenne 1990–2021 | Befolkningsutvecklingen i Cayenne 1990–2021 | Befolkningsutvecklingen i Cayenne 1990–2021 | Befolkningsutvecklingen i Cayenne 1990–2021 |
| ------------------------------------------- | ------------------------------------------- | ------------------------------------------- | ------------------------------------------- | ------------------------------------------- |
|                                             |                                             |                                             |                                             |                                             |
| År                                          |                                             |                                             | Folkmängd                                   |                                             |
| 1990                                        | 1990                                        |                                             | 41 067                                      |                                             |
| 1999                                        | 1999                                        |                                             | 50 594                                      |                                             |
| 2007                                        | 2007                                        |                                             | 58 008                                      |                                             |
| 2015                                        | 2015                                        |                                             | 57 614                                      |                                             |
| 2021                                        | 2021                                        |                                             | 63 468                                      |                                             |

## Ekonomi
Cayenne är ett viktigt industriellt centrum för räkindustrin. Förr fanns även sockerbruk.

## Kultur
Många olika etniciteter bor i Cayenne, bland andra kreoler, haitier, brasilianer, européer samt hmong och andra asiater. Staden är berömd för sin årliga karneval och börjar med karnevalkungen Vavals ankomst den första söndagen efter nyårsdagen och fortsätter med nattliga maskerader och söndagseftermiddagsparader varje veckoslut fram till fettisdagen.

## Sevärdheter
Cayennes affärsgata är Avenue Général de Gaulle, vid dess östra ände, nära kusten, ligger Place de Palmistes och Place de Grenoble (även känd som Place Léopold Héder). De flesta officiella byggnader ligger också här: Hôtel de Ville (stadshuset), som byggdes av jesuiter på 1890-talet; Préfecturet, bostaden för Franska Guyanas prefekt samt Musée Départmental Franconie. Väster om området ligger Fort Cépérou, som byggdes på 1600-talet, men ligger nu mestadels i ruiner. Söderut ligger Place du Coq, Place Victor Schoelcher och en marknad.
Andra byggnader i city inkluderar Cathédrale Saint-Sauveur de Cayenne, bibliotek, museer och ett forskningsinstitut.
Det finns några stränder längs kusten, som Montjoly och Montabo samt flera uddar, trots att det finns hajar i vattnet.